# Stadtkirche St. Bonifatius (Treffurt)

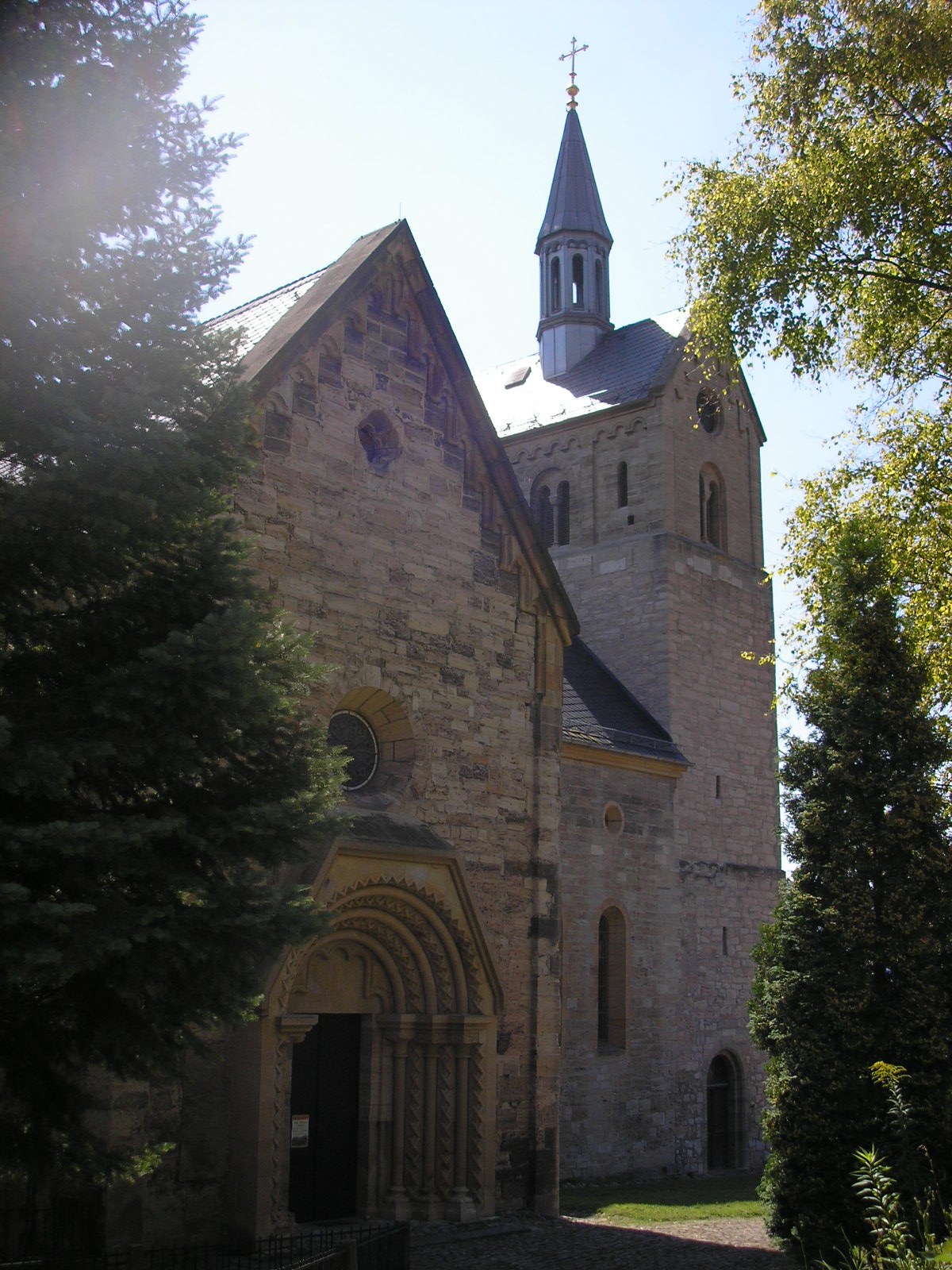
Stadtkirche, Nordseite

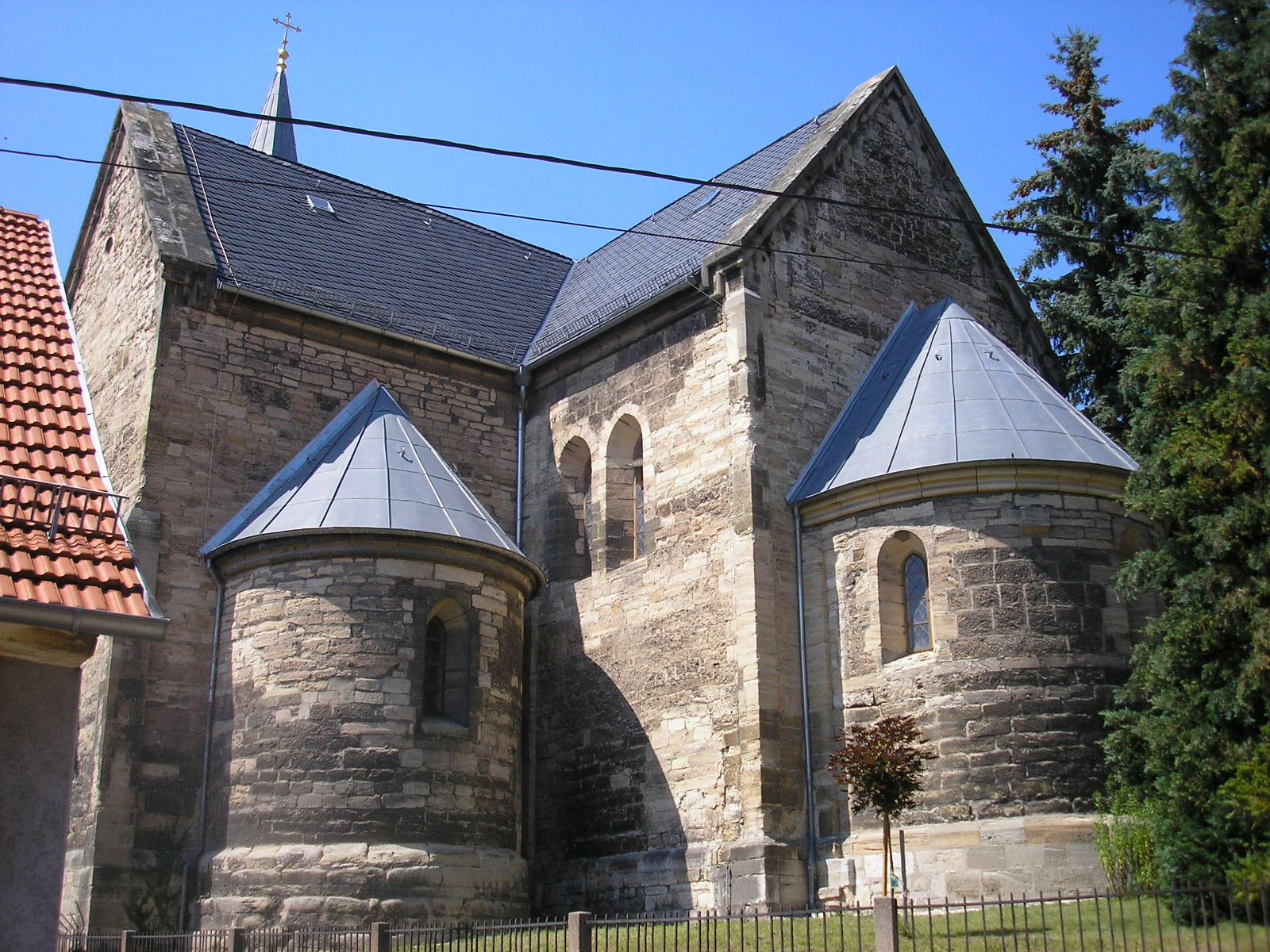
Apsis

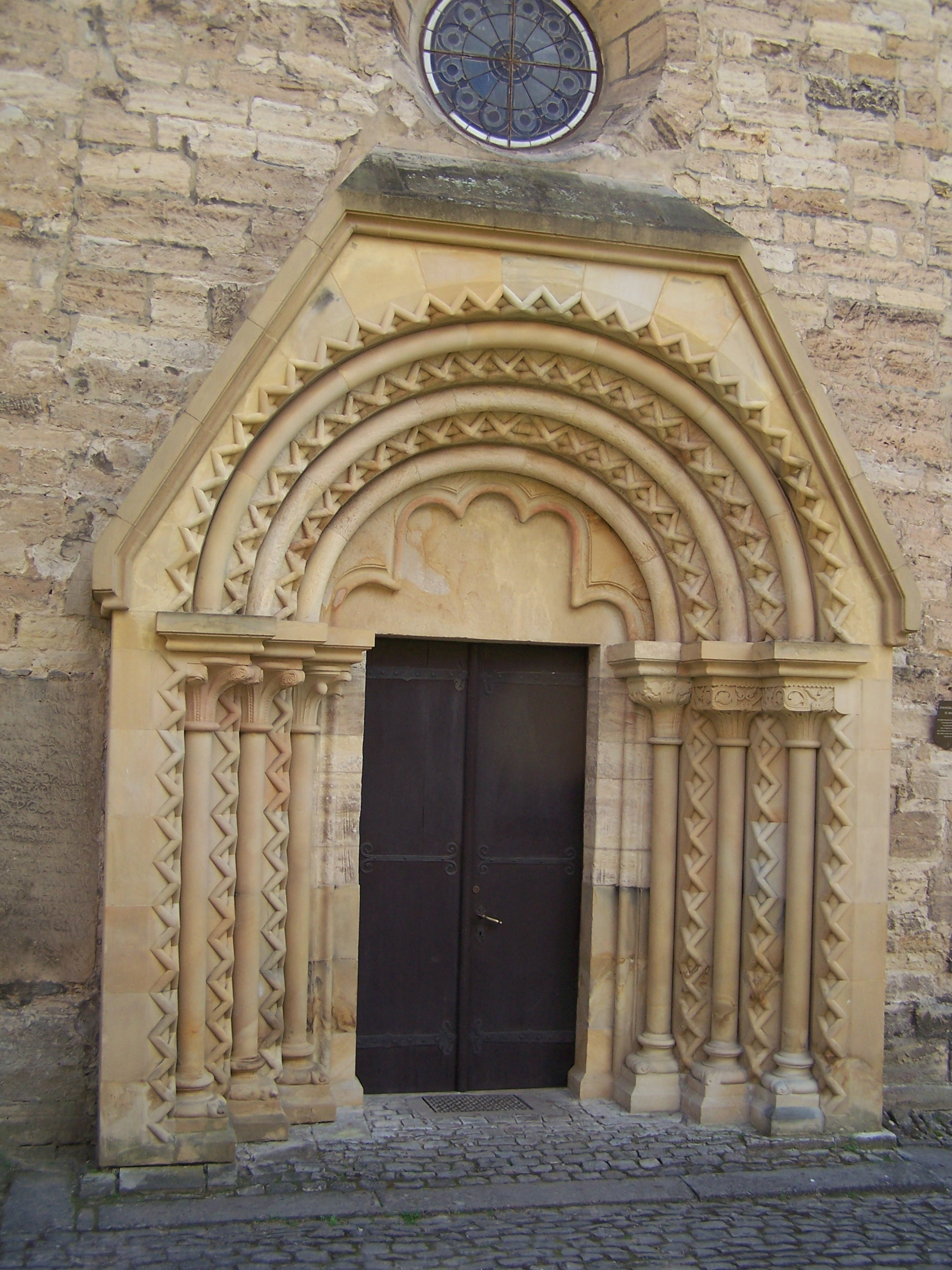
Portal

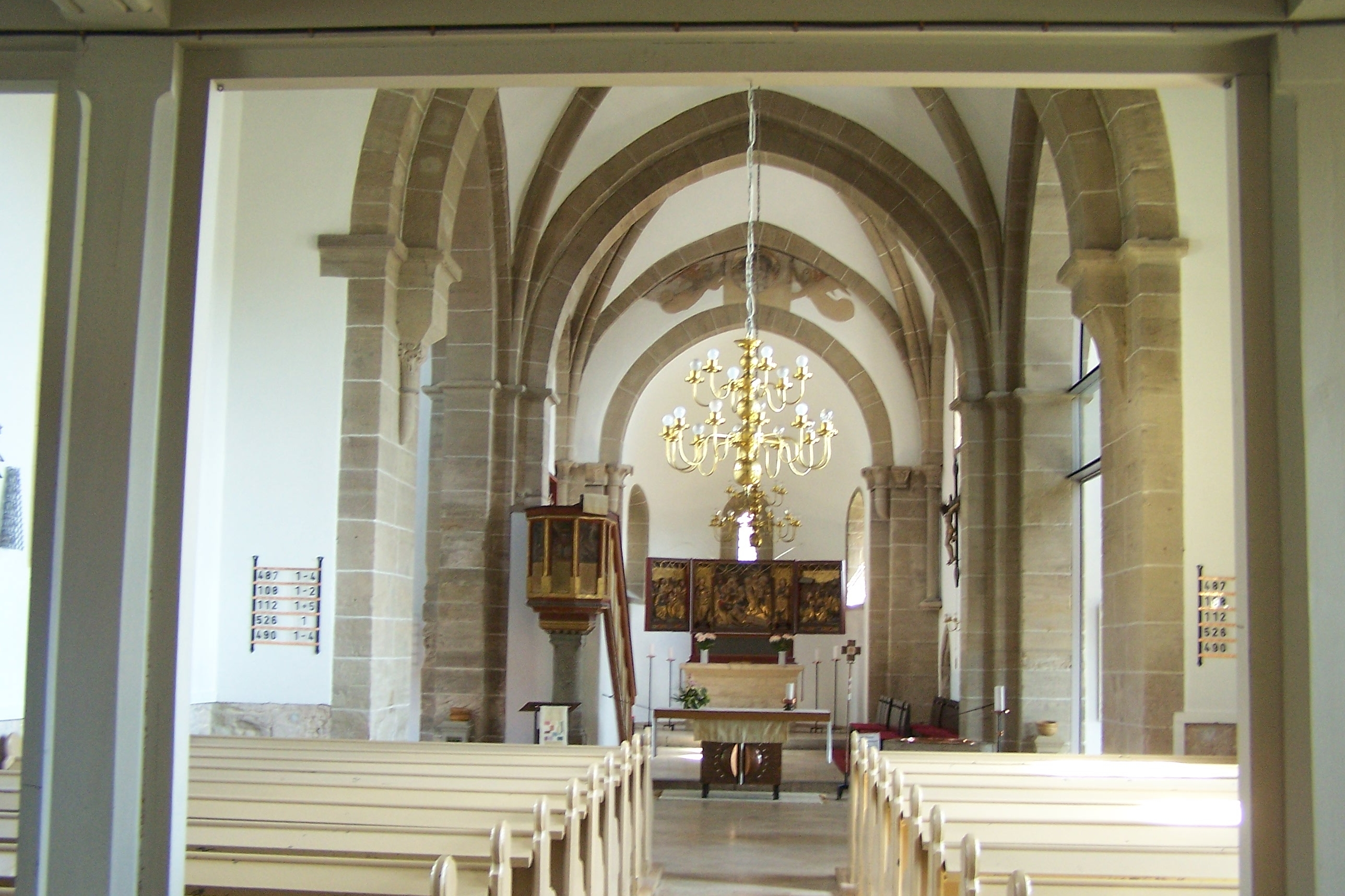
Innenansicht

Die St.-Bonifatius-Kirche ist die evangelische Stadtkirche der Stadt Treffurt im nördlichen Wartburgkreis. Sie befindet sich am Kirchplatz im Zentrum der Altstadt und steht unter Denkmalschutz.

## Geschichte
Innerhalb der hochmittelalterlichen Stadtanlage nimmt die Treffurter Stadtkirche einen bemerkenswerten Standort ein. Die Kirche gründet in Mittelhanglage auf einer jetzt überbauten schmalen Felsnase, der umgebende Kirchplatz musste deshalb erst durch meterhohe Stützmauern und -pfeiler hergerichtet werden.

„Die Kirche geht der Tradition zufolge auf eine Gründung des heiligen Bonifatius zurück. Jedoch entstammen die ältesten Teile des heutigen Baues, Chor und Querschiff mit drei Apsiden, erst der Zeit um 1230. Die Kirche hatte ursprünglich die seltene Form eines gleicharmigen Kreuzes, dessen westlicher Schenkel das eigentliche Schiff, später – wahrscheinlich 1341 – verlängert und mit einem breiten Sattelturm versehen wurde. Die Ostseite, Querschiff und Chor, sind im sogenannten Übergangsstile gebaut und weisen spitzbogige Gewölbe mit Rippen auf. Stilistisch steht die Kirche den frühgotischen Mühlhäuser Kirchen nahe und zeigt wie diese den Einfluss einer süddeutschen Bauschule.“

Auffällig ist das ebenerdig gelegene Nordportal (Hauptzugang) mit einem in Westthüringen ungewöhnliche Zickzackmotiv im halbkreisförmigen Tympanon. Das Südportal wird über eine vorgelegte Treppenanlage erschlossen.

„Unübersehbar ist der zisterzienserisch-frühgotische Charakter der um 1260 zu datierenden Ostteile (des Langhauses). Reich geschmückt sind die Portale an der Nord- und Südfront des Querschiffs, besonders schön ausgeführt ist das im 19. Jahrhundert restaurierte nördliche. ... Das Portal hat drei Rücksprünge mit Säulen, wobei, an ein nordfranzösisches Motiv erinnernd, die eckigen Teile des Gewändes wie der Archivolte mit doppeltem Zickzackstab besetzt sind.“

Das heute einschiffige Langhaus und der markante, mit einem Dachreiter bekrönte Glockenturm besaßen nach bildlicher Überlieferung zeitweise eine in Fachwerk ausgebildete oberste Geschossebene, welche im 19. Jahrhundert in neoromanischem Stil erneuert wurden.
Ab 1265 wird ein Pfarrer Ernestus als erster Pfarrer der Stadt erwähnt. Im Jahr 1534 wurde Andreas Menzer als erster lutherisch-reformierter Pfarrer durch den hessischen Landgrafen Philipp I. eingesetzt. Für das 16. – 18. Jahrhundert sind keine Daten über Um- und Ausbauten überliefert. Jedoch entstanden in dieser Zeit Anbauten für eine Schule, die Sakristei und eine Kirchenwohnung auf der Südseite. Reste dieser Fundamente sind heute noch vorhanden. Außerdem wurden Emporen im Kirchenschiff eingebaut. Zwischen 1866 und 1868 wurde die Kirche in großem Stil umgebaut und restauriert. Dabei wurden die Emporen wieder entfernt.
Eine weitere Restaurierung wurde zwischen 1930 und 1932 durchgeführt. Hierbei wurden die gotischen Deckenmalereien am Kreuzgewölbe im nördlichen Querschiff erneuert und durch den Maler Fritz Leweke neue Malereien in der Vierung und im Chor angebracht. Letztere wurden im Jahr 1975 aus Denkmalschutzgründen wieder entfernt. Zwischen 1986 und 1995 wurden verschiedene Arbeiten des Erfurter Metallkünstlers Helmut Griese in der Kirche aufgestellt.
Die 1996 bei einer statischen Überprüfung festgestellten Baumängel erforderten ein rasches Handeln, 1997 begann die Sanierung des Turmes, es folgten die Neueindeckung der Absiden, Arbeiten an den Portalen, der Treppenanlage und an den Stützmauern.

## Inneneinrichtung

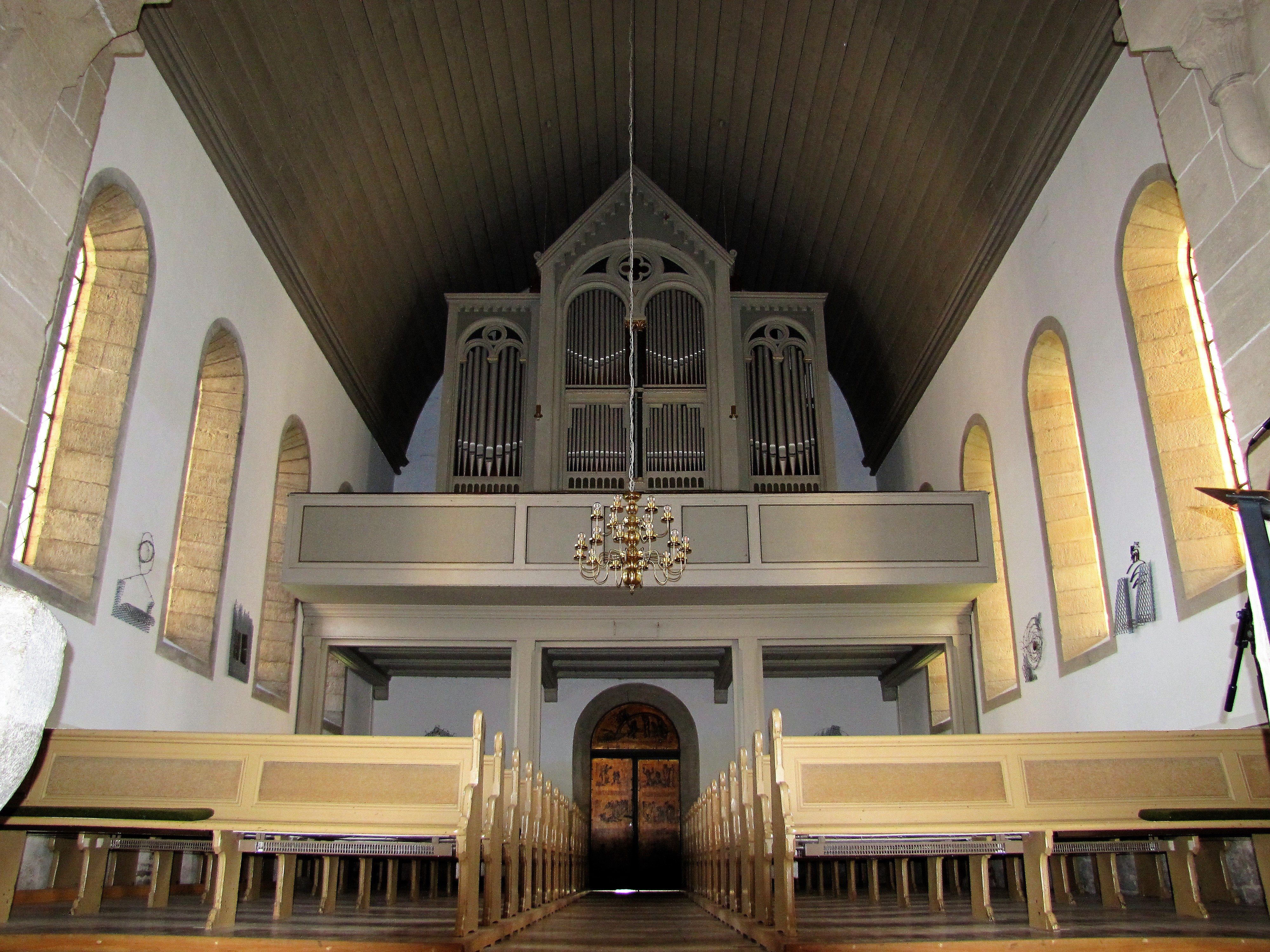
Orgel

Die innere Ausschmückung der Kirche entstanden zu verschiedenen Zeiten: die Kanzelstütze datiert noch zum 13. Jahrhundert, die wenigen Reste der Wandbemalung entstanden vor 1500. Der gotische Flügelaltar datiert um 1450. Dieser Altar stammt aus der „Eisenacher Schule“ und zeigt im Mittelteil die Grablegung Jesu,  die beiden Seitenflügel stellen links die heilige Sippe und rechts die Anbetung Jesu durch die heiligen drei Könige dar. Die Flügelrückseiten tragen bildliche Darstellungen der Heiligen Katharina und der Enthauptung von Johannes dem Täufer. Figuren von vier der 14 Nothelfer befinden sich im nördlichen Chorraum, diese Statuen stellen die heiligen Nothelfer Antonius der Einsiedler, Katharina, Margareta und Christopherus dar. Der große Kruzifixus datiert in das 16. Jahrhundert. Die Orgel ist ein Werk von Friedrich Petersilie aus dem Jahr 1867 mit 24 Registern auf zwei Manualen und Pedal.

## Grabsteine
An der Südseite der Kirche befinden sich drei bereits stark beschädigte Epitaphien, sie gehören zu Mitgliedern der Treffurter Burgmannenfamilien. Nach Gustav Sommer (1881) handelt es sich dabei um  Friedrich von Trott  († 1606), Anna von Harstall († 1580) und Hermann von Harstall († 1579).